# 特雷姆斯比特尔
特雷姆斯比特尔是德国石勒苏益格－荷尔斯泰因州的一个市镇。总面积10.33平方公里，总人口1941人，其中男性974人，女性967人（2011年12月31日），人口密度188人/平方公里。